# Râul Bizdidel
Râul Bizdidel este un curs de apă, afluent al râului Ialomița. 